# Libro del cavallero Zifar

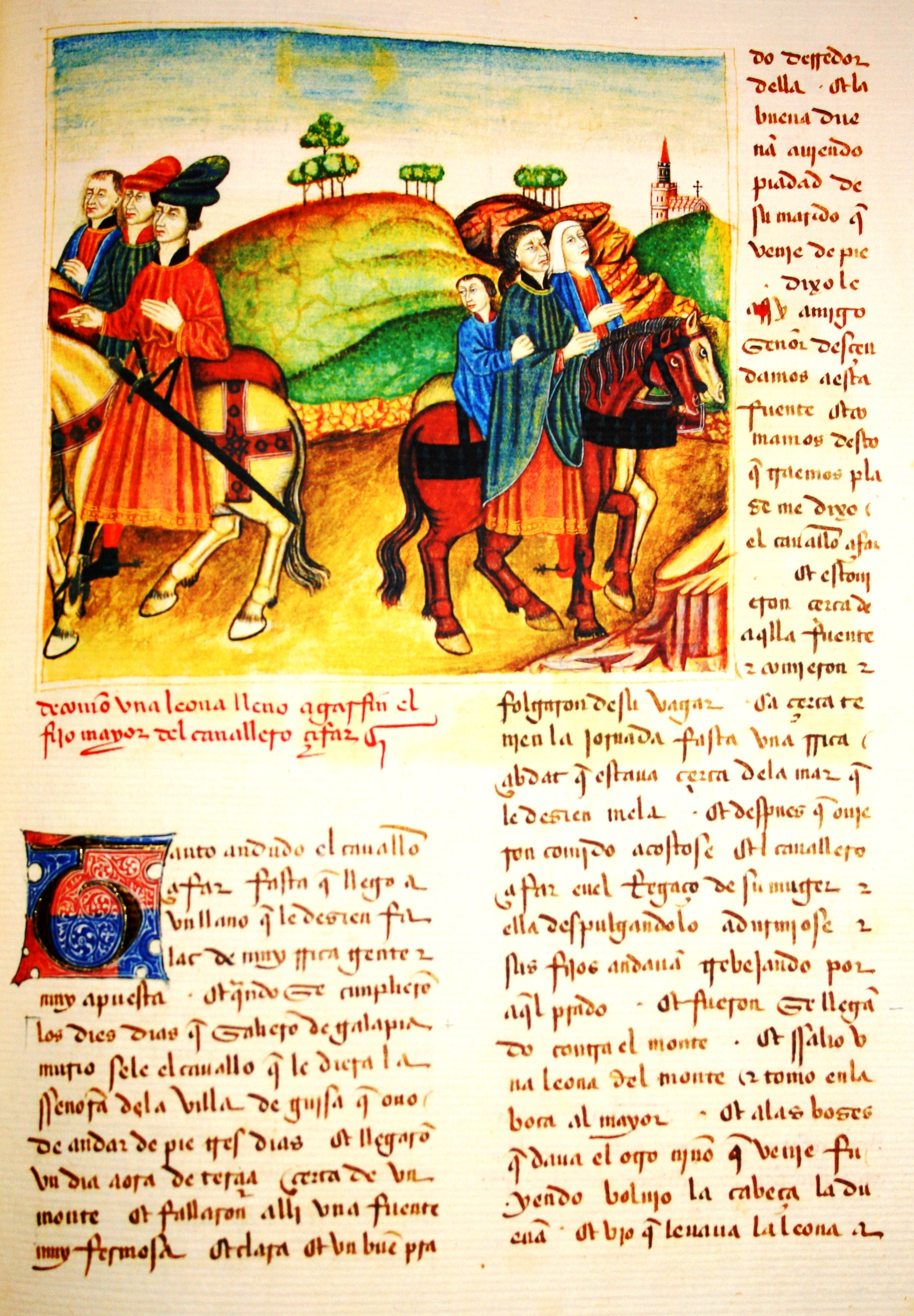
Livro do cavalheiro Zifar, f. 32r do manuscrito de Paris. «De cómmo una leona llevó a Garfín, el fijo mayor del cavallero Zifar ».

El Libro del cavallero Zifar ("O Livro do cavaleiro Zifar") é o primeiro relato de aventuras de ficção extenso da prosa espanhola e foi composto por volta de 1300. Apresenta traços do romance de cavalaria e foi escrito provavelmente por Ferrand Martínez, clérigo de Toledo, que aparece num conto do prólogo.
Foi transmitido em dois manuscritos, o ms. 11.309 (Biblioteca Nacional de Madrid) do século XIV, chamado de códice M; e o ms. espagnol 36 (Biblioteca Nacional da França) chamado códice P ou manuscrito de Paris, de 1464, belamente ilustrado. Aliás, existem dois exemplares de uma edição impressa em Sevilha em 1512.
O relato arranca como uma adaptação da vida de Santo Eustáquio ou Plácidas (como se chamou na Península) que protagonizava uma difundida lenda hagiográfica, encarnada no cavaleiro Zifar, a partir da qual se entretecem diversos materiais de caráter didático, épico e cavalheiresco. Zifar parte de uma infeliz separação familiar para se reencontrar depois elevado a condição de rei de Mentón. Seu filho, Roboán, recebe os seus ensinos e repete a trajetória do pai, sendo por fim coroado imperador.

## Autoria e datação
O exemplo do prólogo situa-nos em 1300, ano jubilar sob o papado de Bonifácio VIII, e em Roma, aonde chega Ferrand Martínez, arquidiácono de Madrid para se encontrar com Gonzalo García Gudiel, arcebispo primado de Toledo e posteriormente cardeal em Roma, que roga a Ferrand que translade a Toledo o seu corpo finado, o que ocorre ao ano seguinte. Dados comprovados deste conto são o jubileu, a historicidade de Ferrand Martínez e de Gonzalo García Gudiel, pelo qual a crítica acreditou verossímil que Ferrand Martínez compusera o livro por volta de 1300 e que escrevera a narração introdutória três ou quatro anos depois.
Do que não cabe dúvida é de que o autor possuía formação jurídica e experiência em chancelarias. Em todo caso, o autor do Zifar teve que conhecer ou ter notícia destas personagens históricas. A data ante quem de redação não iria para além do primeiro quartel do século XIV.
Porém, no seu estudo "Los problemas del Zifar" da última edição fac-símile de 1996, Juan Manuel Cacho Blecua atrasa sua data de composição até meados do século XIV.

## Estrutura
O livro inicia-se com um prólogo (embora não seja referido assim nos manuscritos) no qual Ferrand Martínez assegura tê-lo traduzido da língua caldeia, que aqui significa provavelmente «língua árabe». Embora seja este um tópico habitual dos relatos de tradição cavalheiresca, o certo é que muitos dos antropônimos do Zifar são árabes bem como certos motivos estilísticos, pois a técnica de inserção dos contos (incluem-se mais de vinte exempla) lembra a estrutura de As mil e uma noites.
Muito possivelmente a inclusão de digressões típicas da literatura sapiencial ou as coleções de exempla vem dada pela novidade que supunha compor uma obra extensa de ficção em prosa, apesar de que a trabalho da oficina literária alfonsina e a aclimatação da matéria de Bretanha na Península, junto com a necessidade de desenvolver modelos narrativos nas crônicas históricas, aplanaram o caminho à irrupção da ficção romancesca.

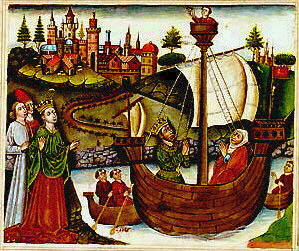
Iluminura do manuscrito de Paris.

Assim, o Zifar poderia dividir-se num prólogo e quatro partes:
- Prólogo. Convencionalmente denominado assim pela crítica que se ocupou do Zifar, trata-se de um exemplum, como recomendavam as artes poeticai para o ordo artificialis, uma parte da retórica medieval. Brunetto Latini, nos Livros do Tesouro aconselha começar estas obras extensas com "un enxiemplo o proverbio u sentencia o autoridat de los sabios".

- As duas primeiras partes intitulam-se "El cavallero de Dios" e "El rey de Mentón" na edição de Wagner (1929). Relatam uma história de separação e encontro de Zifar com a sua família, composta pelo seu mulher Grima e seus filhos Garfín e Roboán.

- A terceira parte, «Castigos do rei de Mentón», recolhe os conselhos que Zifar —já rei de Mentón— dá aos seus filhos Garfín e Roboán. É um tratado doutrinal de educação de príncipes, e afasta-se do gênero narrativo para fazer uma digressão didática. Esta parte reelabora as Flores de filosofia, uma coleção de sentenças obtidas do Livro dos cem capítulos que à sua vez provêm das coleções árabes de ditos de sábios gregos.[3]

- A quarta parte narra a história de Roboán desde que abandoa o reino de Mentón até conseguir ser coroado imperador de Tígrida, com o que repete o modelo de seu pai.

A edição impressa de Sevilha de 1512 acrescentou outro prólogo ao original.

## Estilo
A heterogeneidade dos materiais que formam o Zifar propiciou num primeiro momento que a crítica negara a unidade temática da obra até meados do século XX. Mas a partir do estudo de Justina Ruíz Conde (1948) a tendência dominante é considerá-la como uma obra unitária, se bem que dentro dos parâmetros sempre miscelâneos da literatura medieval. Em 1996 um trabalho de Francisco Rico volta a incidir na amalgama coletânea de gêneros que representa o livro.

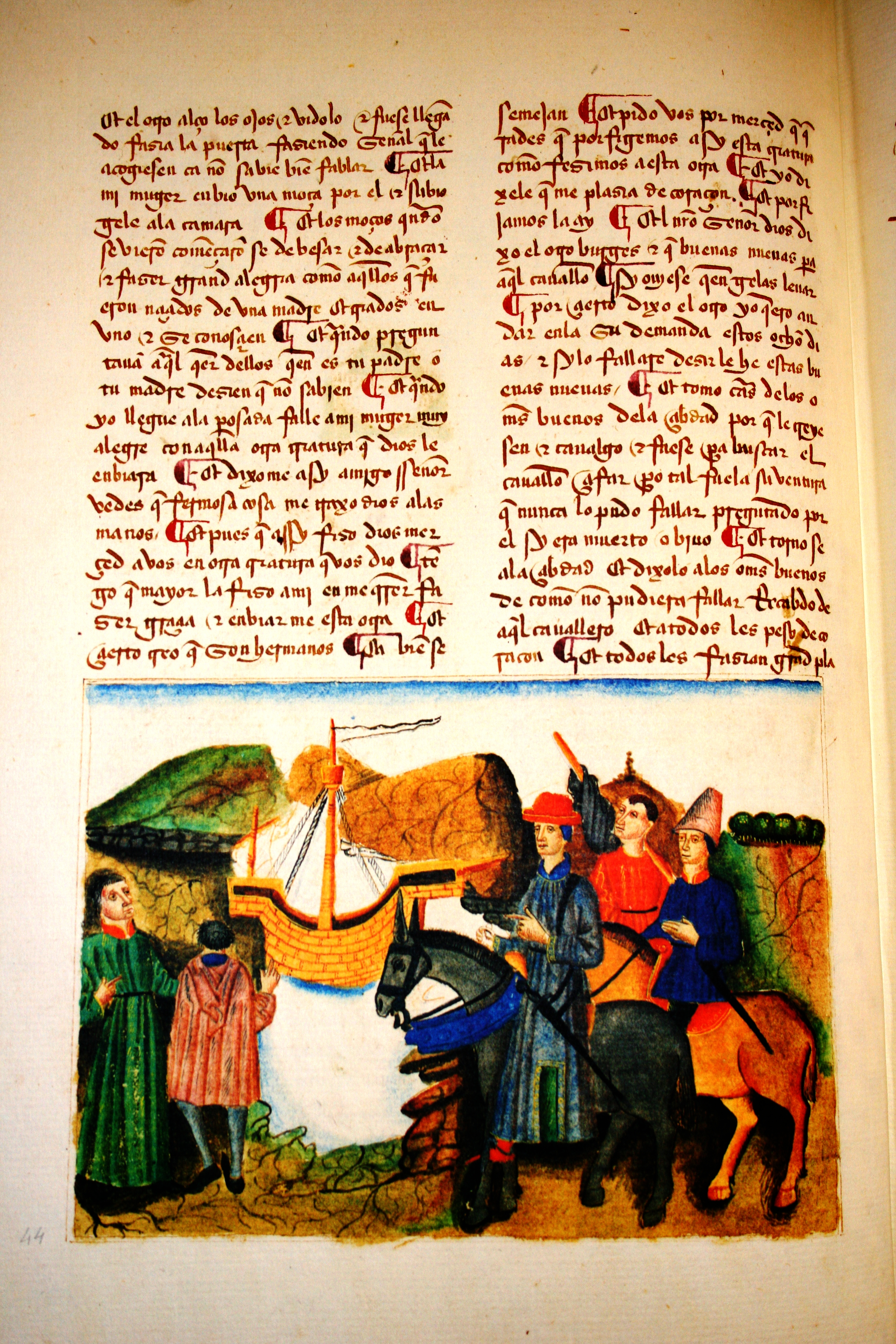
f. 35v do manuscrito de Paris.

A crítica da segunda metade do século XX incidiu no seu caráter doutrinal. Tem sido proposto como tema da unidade do livro a frase redde quod debes (devolve o que deves), que enunciaria o núcleo de uma estrutura baseada no sermão, onde todo o Zifar seria uma amplificação do conceito da redenção.
Outra interpretação propõe uma unidade baseada nas retóricas medievais, nos recursos de amplificação, paralelismos, simetrias e digressões (com técnica de intercalação ou entrelaçamento de episódios), que são próprias dos posteriores livros de cavalarias. O livro não teria um caráter doutrinal nem alegórico, mas constituiria um relato heróico e cavalheiresco com elementos intercalados moralizantes, como os conselhos do rei de Mentón ou a abundância de exempla, provérbios e sentenças.
Destaca-se, em tudo caso, a presença constante do humor no Livro do cavaleiro Zifar, estudado por Scholberg, aspeto no qual conclui que soubesse todas suas obras contemporâneas. Existem tanto componentes humorísticos verbais, como jogos de palavras ou conversações engenhosas, como estruturais, como o «Conto do meio amigo», que é tudo ele uma broma que um pai gasta ao seu filho.
Talvez os elementos mais assinalados do estilo do Zifar sejam os provérbios e os exempla, ou contos moralizantes. Enquanto aos primeiros, nota-se, ao contrário do que ocorre em outras obras da literatura espanhola que os utilizam, como El libro de buen amor, La Celestina ou Dom Quixote, que aparecem disseminados por toda a obra. Em geral põem-se mais frequentemente em personagens de autoridade elevada, como são Zifar (depois tornado em Rei de Mentón) e seu filho Roboán, que também será coroado já não rei, senão imperador. Menos sentenças pronuncia o escudeiro Ribaldo, o personagem mais cômico da obra, pelo qual não tem similitude neste aspeto com o seu descendente literário, Sancho Pança. Foram catalogadas até um total de trezentas setenta e quatro frases de caráter paremiológico no Zifar.
Enquanto aos exempla, aparecem no texto mais de vinte, tratados sempre com algum acrescentado original. Sua filiação é diversa e vai desde as fábulas de Esopo (como sucede no Arcipreste de Hita), até a origem oriental (hindu, persa ou árabe adequando-os à cultura cristã), passando pelo anedotário de procedência clássica bem difundido na literatura sapiencial, da qual é exemplo o conto da proverbial comparação entre a ruindade de Antígono e a generosidade de Alexandre Magno.
A imbricação dos textos consegue-se mediante variadas técnicas narrativas, onde se apreça o influxo dos contos orientais, com o mecanismo de relato quadro e caixas chinesas ou matrioshkas. A maior parte das vezes a voz narrativa pertence a um dos protagonistas do Zifar, que se serve da narração de um conto no decurso do diálogo com outro personagem. Com ela pretende exemplificar na prática o que expôs de jeito teórico. Também neste caso são as personagens de maior prestígio que açambarcam a maioria das intervenções como narradores internos, pois revelam uma das duas características que devia ter um herói medieval, a sapientia (sabedoria), que era inseparável do valor guerreiro. Só ocasionalmente o narrador do conto é o narrador principal do Livro do cavaleiro Zifar. Na anedota do «Agarrado a este nabo» o protagonista e narrador da facécia ou relato folclórico é uma personagem do relato principal, o criado Ribaldo. Trata-se de uma técnica que adiantará a inclusão de material folclórico nos fatos narrados pelo protagonista que se dá no Lazarillo de Tormes.
Apesar de a obra ter sido considerada como o primeiro romance de cavalaria da literatura espanhola, carece de alguns traços definidores deste gênero, como são a ausência de descrição de batalhas e de estratégias militares, a precaução e mesmo esquiva dos inimigos, a muito escassa presença de duelos entre dois cavaleiros e, enfim, um senso da fama, o amor e a aventura muito diferente do mundo ideal cavalheiresco. Muito pelo contrário, o relato do Zifar  esforça-se em reproduzir com bastante fidelidade o contexto da realidade cotidiana do século XIV. Pelo outro lado, a influência do romance grego de aventuras ou romance helenístico basta para explicar a separação e reencontro familiar, a exaltação do herói e o entrelaçamento dos episódios.
Por último, cabe mencionar a inclusão de dois poemas castelhanos, num dos primeiros exemplos de lírica nesta língua que se conservam. Os poemas expressam pranto pela perda do amor ou de um reino maravilhoso e incidem na expressão das emoções com recursos simples, como a interjeição, a interrogação retórica, a anáfora ou o apóstrofe:
| “ | ¡Ay mesquina, cativa, desamparada, sin grant conorte! ¡Ay forzada, desheredada de todo mio bien! Ven por mi, muerte bienaventurada, ca yo non puedo sofrir dolor tan fuerte. ¡Guay de mi mesquino! ¡Guay de mi cativo! ¡E guay de mi sin entendimiento! ¡E guay de mi sin ningunt consolamiento! ¿Dó el mio viçio? ¿Dó el mio grant bolliçio? Ove muy grant riqueza, agora so en pobreza. Ante era acompañado agora so solo fincado. Ya el mi poder non me puede pro tener: he perdido cuanto había. | ” |

## Manuscritos
- Ms. 11.309 (antes Ii 87) da Biblioteca Nacional da Espanha ou de Madrid. Códice M. Século XIV.

- MS. espagnol 36 da Biblioteca Nacional da França ou de Paris. Códice P. 1464.

## Edições antigas
- Edição de Sevilha de 1512, Códice S. Conservam-se dois exemplares:
  - Inv. Rés. E2 259 da Biblioteca Nacional da França
  - Impreso VIII-2.054 da Biblioteca do Palácio Real de Madrid, impresso em 1529 mas na realidade é uma reimpressão idêntica à de 1512.

## Edições modernas
- Heinrich Michelant, Historia del Cavallero Cifar, Tübingen, Alemania, 1872 (Bibliothek des Litterarischen Vereins in Stuttgart, CXII).
- Charles Ph. Wagner, El Libro del Caballero Zifar, Michigan, Ann Arbour-University of Michigan, 1929. A mais completa e coerente edição crítica. É o texto que reproduzem, modernizando-o, Martín de Riquer (1951) e Felicidad Buendía (1960).
- Martín de Riquer, El Caballero Zifar, Barcelona, Ariel, 1951.
- Felicidad Buendía, Libros de Caballerías españoles: El Caballero Cifar, Amadís de Gaula, Tirant el Blanco, Madrid, Aguilar, 1960.
- Joaquín González Muela, Libro del Caballero Zifar, Madrid, Castalia, 1982.
- Cristina González, Libro del Caballero Zifar, Madrid, Cátedra, 1983.
- M. A. Olsen, Libro del Cavallero Çifar, Madison, HSMS, 1984.
- Manuel Moleiro e Francisco Rico, Libro del caballero Zifar. Códice de París, Barcelona, Moleiro, 1996. (ed. fac-símile)